# Talsperre (Burg)

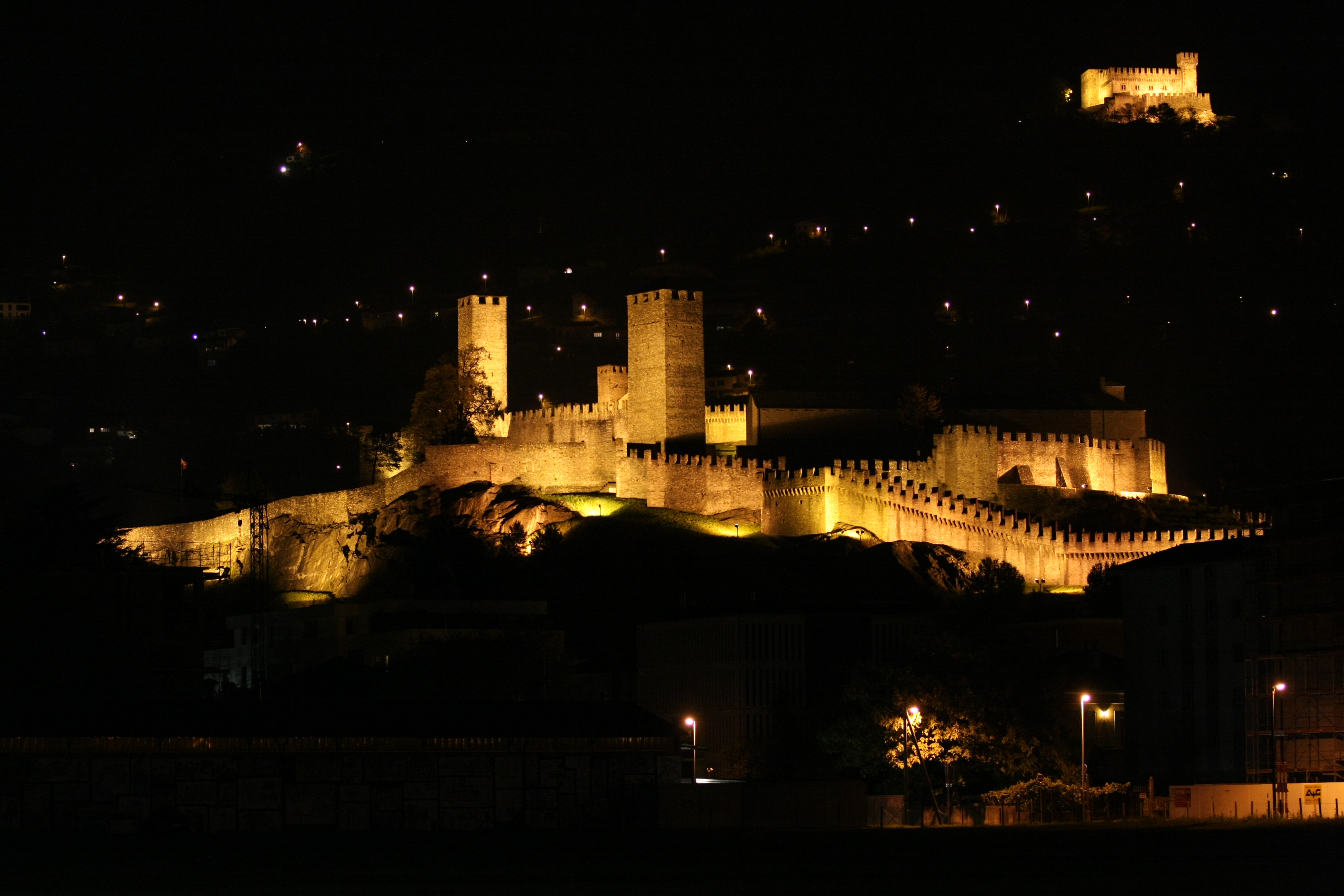
Burgen und Wehrmauern von Bellinzona

Als Talsperren (alemannisch Letze beziehungsweise in der Schweiz Letzi, Plural Letzinen) bezeichnet man Anlagen, deren Zweck es ist, den Durchgang durch ein Tal zu bewehren.

## Anlage
Talsperren bestehen typischerweise aus
- Höhenburgen in den Talseiten oder auf Anhöhen beiderseits des Tales
- Wehrmauern, allenfalls in Kombination mit weiteren Basteien, quer durch das Tal, um das Tal vollständig zu sperren. Da diese Teile der Anlage typischerweise keinen Höhenvorteil ausnützen können, fallen sie in die Kategorie der Niederungsburgen.

Durch die Kombination von Elementen der Höhen- und der Niederungsburg entziehen sich Talsperren dieser grundlegenden Kategorisierung.
Die Mauern waren an gewissen Orten wie zum Beispiel in Rothenthurm SZ mehrere Kilometer lang und oft mit Gräben kombiniert.
Auch im 19. Jahrhundert wurden noch Talsperren neu errichtet, so z. B. die Straßensperren Chiusa und Buco di Vela.

## Zweck
Die Forschung ist sich nicht in allen Fällen einig, ob die Anlagen tatsächlich als abwehrende Verteidigungsanlagen gedient haben, oder in manchen Fällen lediglich der Grenzmarkierung und zur Abwehr von Viehdiebstählen.
Gesichert ist, dass Talsperren auch dazu dienten, den Straßenzwang durchzusetzen und so die Einnahmen für Wegzoll und den Erhalt der Straße zu sichern.

## Talsperren mit Höhenburg
- Burgen von Bellinzona, Kanton Tessin
- Burg Castelmur, Kanton Graubünden
- Burg Ehrenberg (Reutte)
- Burg Fernstein
- Burg Fracstein, Kanton Graubünden
- Schloss Glanegg, Salzburg
- Burg Hochjuvalt, Kanton Graubünden
- Burg Klamm (Breitenstein, NÖ) oberhalb von Schottwien
- Burg Schlossberg (Seefeld in Tirol)
- Burgruine in der Mühlbacher Klause, Südtirol
- Festung Hohenwerfen
- Fortini della Fame, Kanton Tessin
- Karlsfried
- Letzimauer und Burgruine Mülenen, Kanton Bern
- Befestigungsanlage Sachsenburg, Sachsenburg, Kärnten
- La Serra, Zernez, Kanton Graubünden
- Serravalle (Burg)
- Eisenkappler Türkenschanze
- Wasserburg Schloß-Nauses

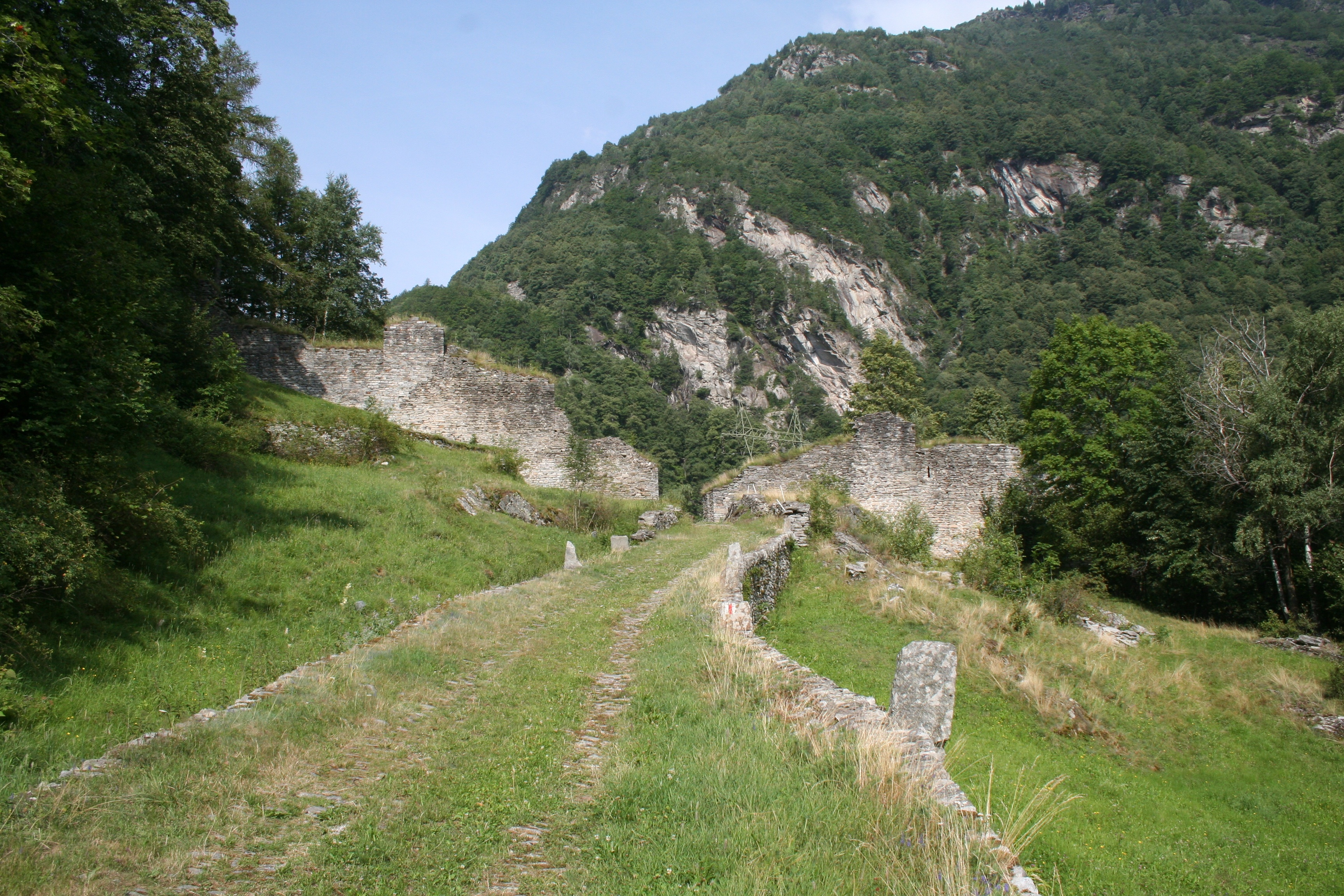
Burg und Wehrmauer Castelmur
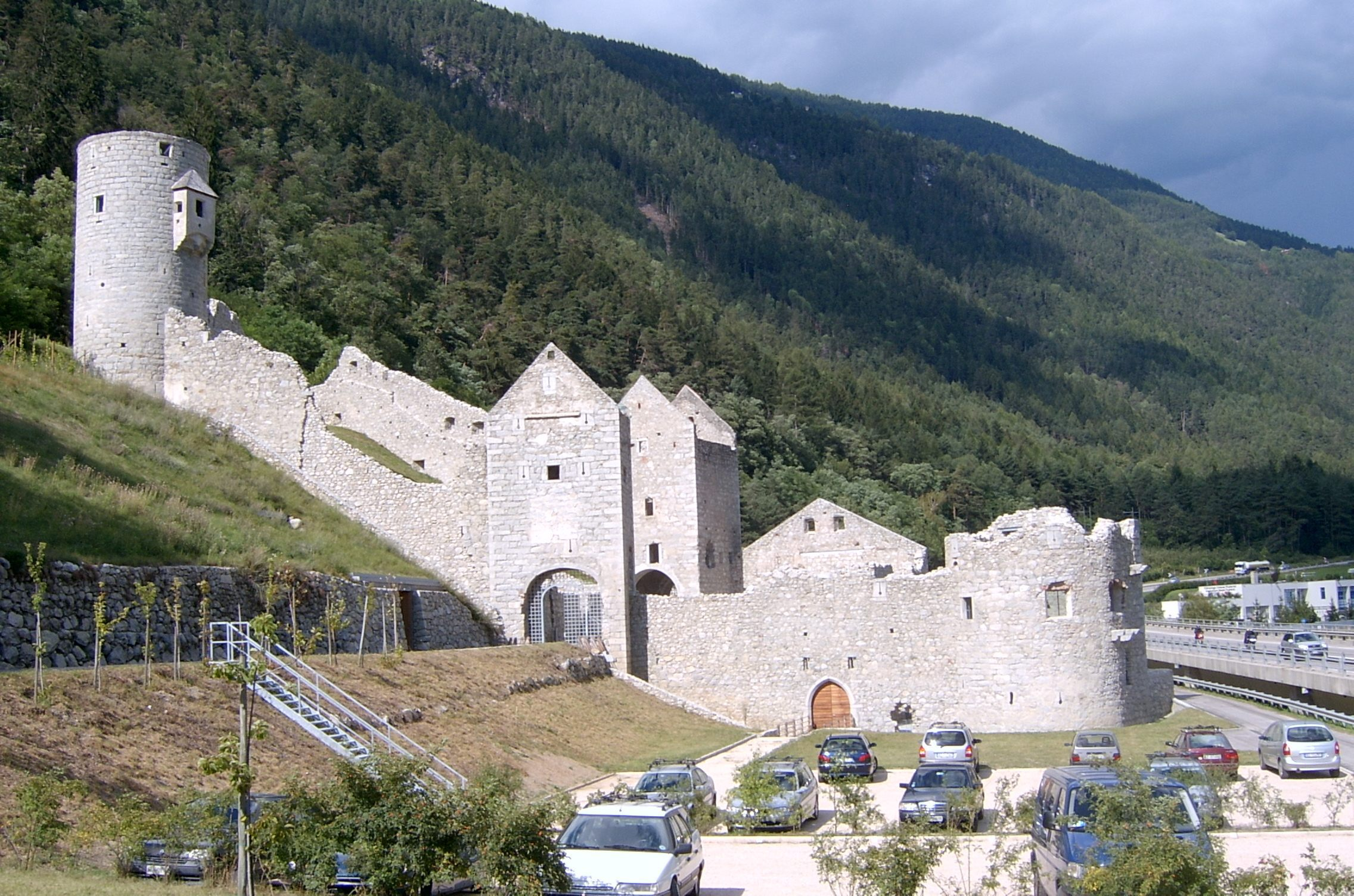
Die Burgruine in der Mühlbacher Klause, die das westliche Pustertal sperrte
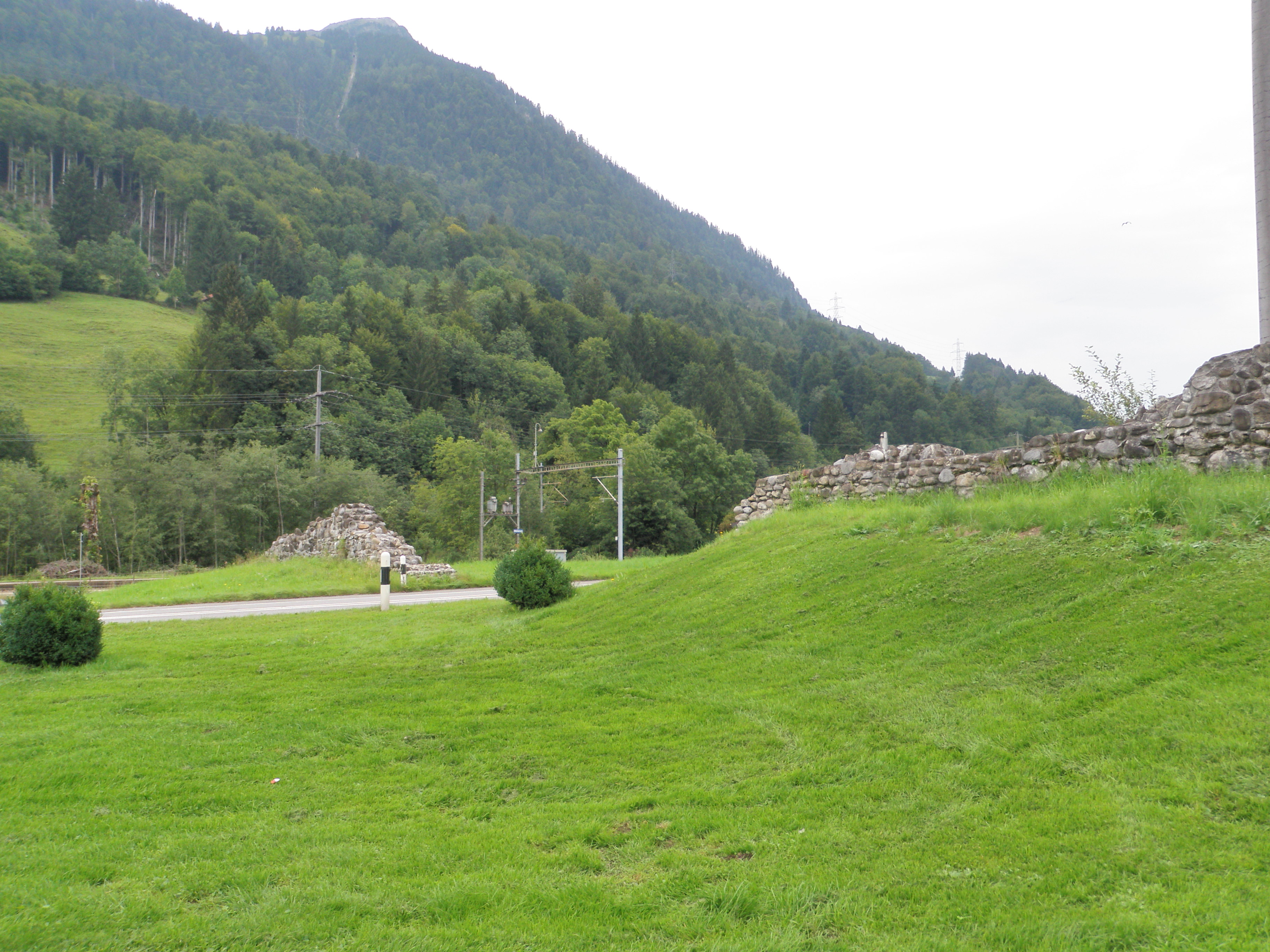
Letzimauer der Burgruine Mülenen
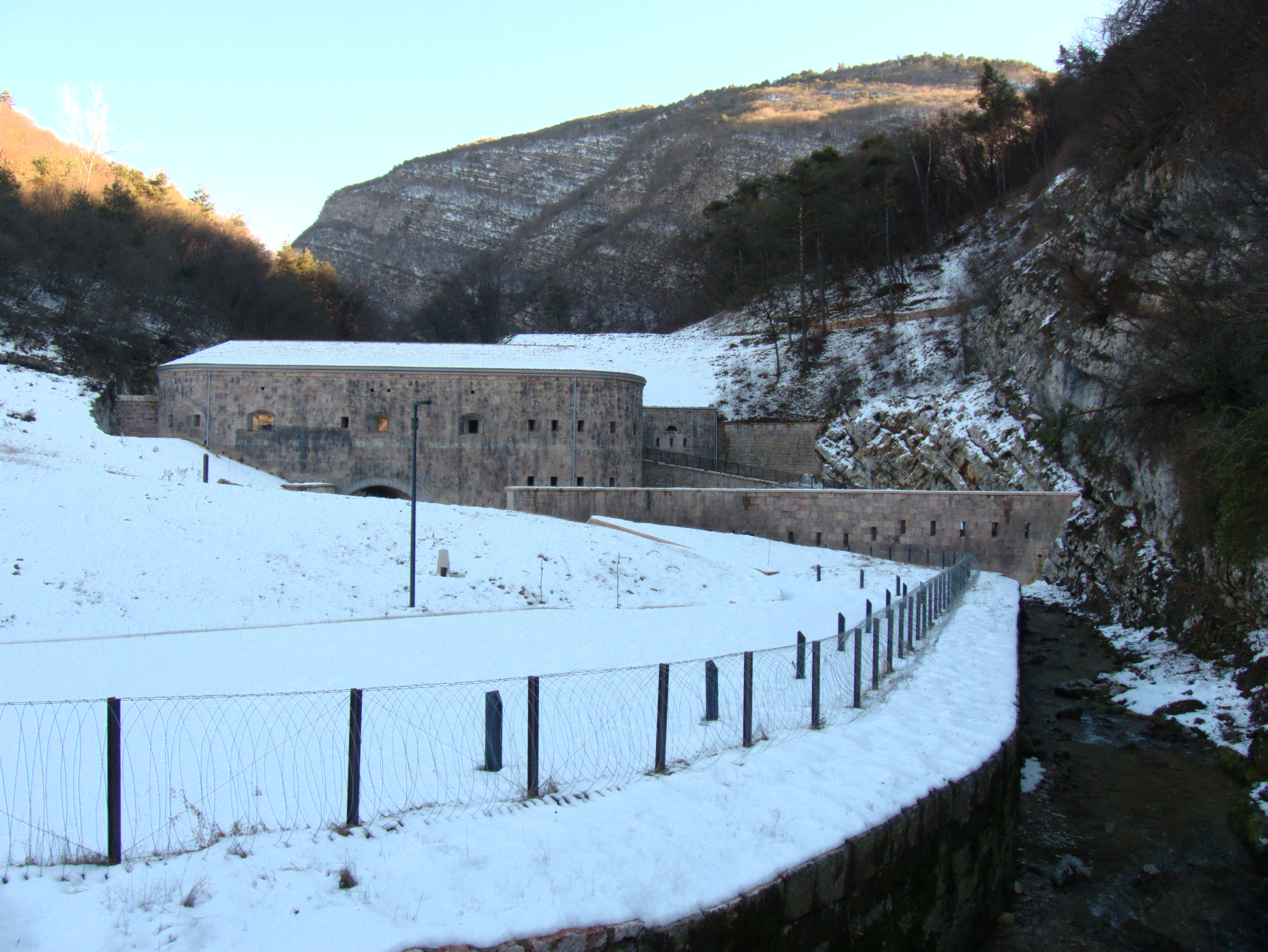
Straßensperre Buco di Vela

## Talsperren als selbständige Wehrmauern
- Hadnmauer (eine Talsperre bei Rattendorf im Gailtal, die vermutlich Gurina schützen sollte[6][7]), Bundesland Kärnten, Österreich
- Landmauer Gamsen (die mit Abstand am besten erhaltene Letzi in der ganzen Schweiz[8]), Kanton Wallis
- Letzimauern von Arth und Oberarth, Kanton Schwyz
- Letzimauer in Näfels, Kanton Glarus
- Letzimauer in Rothenthurm, Kanton Schwyz
- Letziturm Basel, Kanton Basel-Stadt
- Letziturm in Morgarten, Kanton Schwyz
- Porclas Cumbel (Rest einer Sperrmauer im Val Lumnezia, Kanton Graubünden)
- Porta Claudia (ehemalige Befestigungsanlage an der Engstelle des Scharnitzpasses im Isartal bei Scharnitz), Bundesland Tirol, Österreich
- Zürcher Hardturm, Kanton Zürich

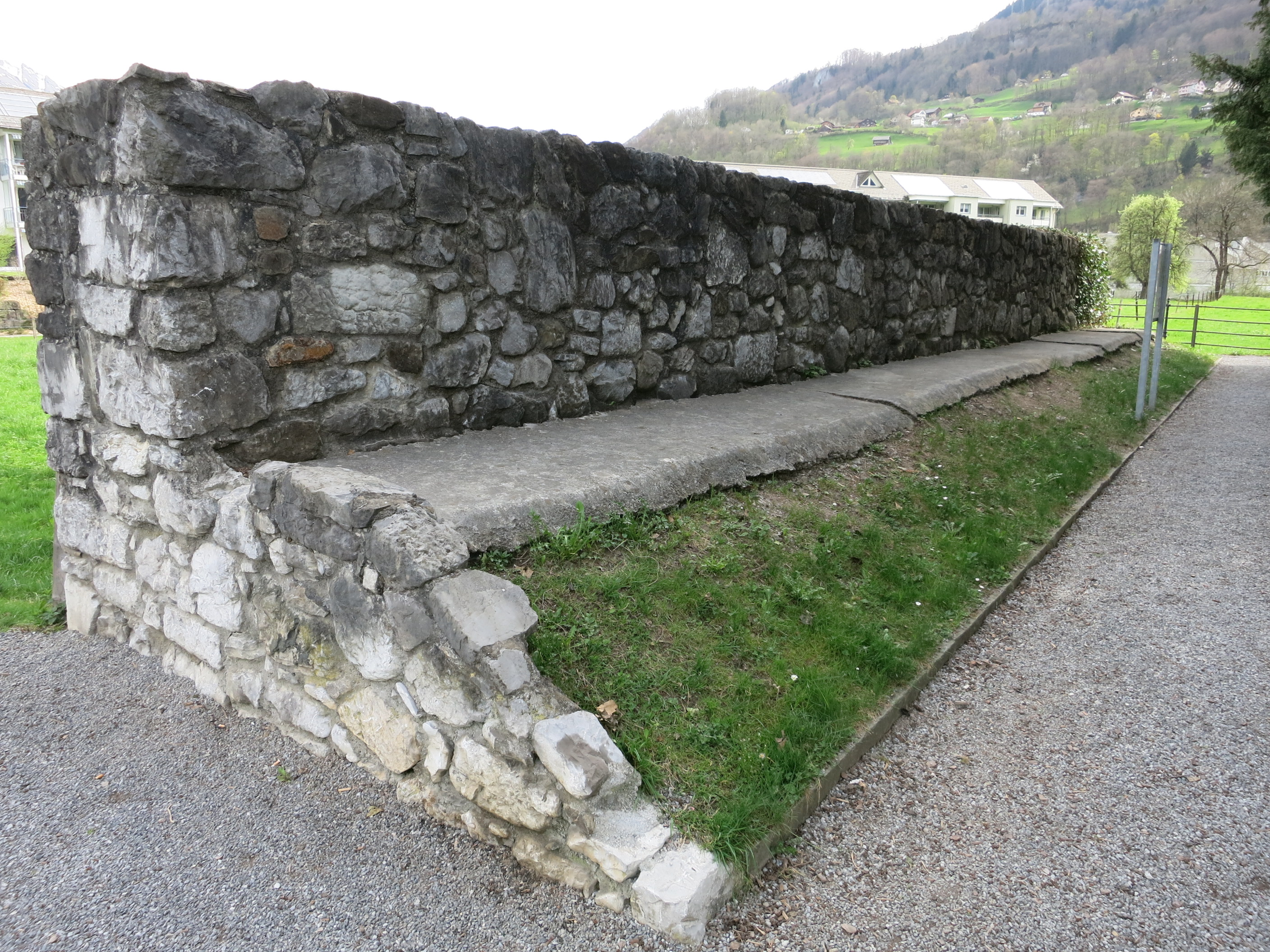
Letzimauer Näfels
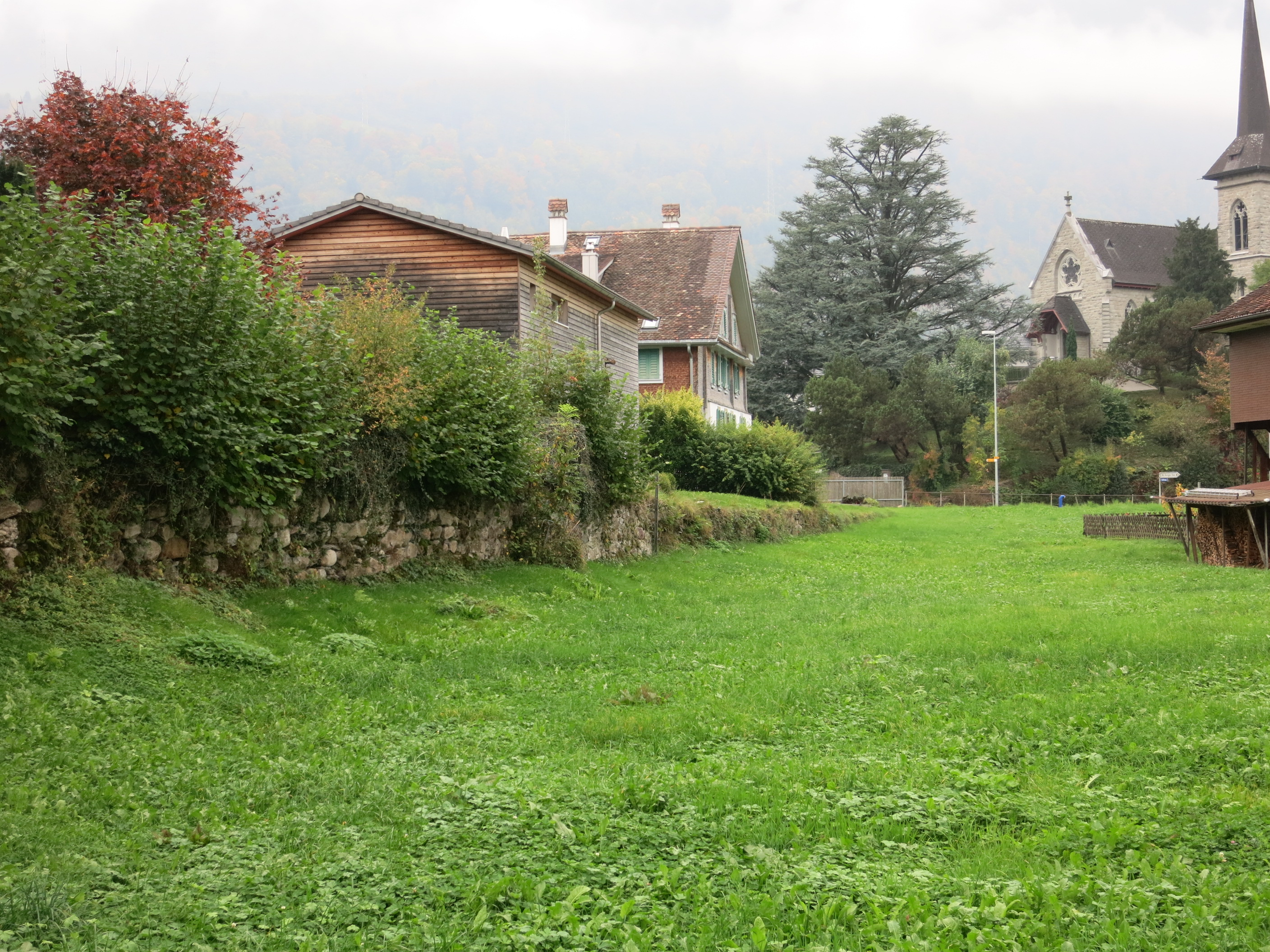
Letzimauer Oberarth
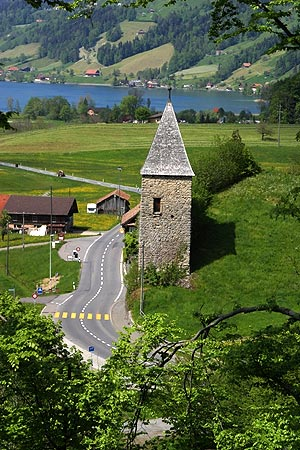
Letziturm in Morgarten
Porta Claudia

## „Letzi“
Das schweizerdeutsche Wort Letzi stammt von dem mittelhochdeutschen letze „Hinderung, Hemmung, Schutzwehr, Grenzbefestigung“. Noch heute weisen vielerorts Toponyme auf Letzinen bzw. Letzimauern oder Letzitürme hin. Überreste von solchen Verteidigungsbauten sind heute noch vielerorts zu sehen.
Beispiele für Letzi in Toponymen:
- Letzigasse in Zofingen
- Letzigraben und Letzistrasse in Zürich
- Stadion Letzigrund in Zürich